# One Wells Fargo Center
One Wells Fargo Center è un grattacielo situato a Charlotte, nella Carolina del Nord. È il quartier generale della divisione della costa orientale di Wells Fargo. Con i suoi 179 metri di altezza e 42 piani, è il quarto edificio più alto di Charlotte. Quando fu inaugurato il 14 settembre 1988, era l'edificio più alto della Carolina del Nord. Nel 1992, One Wells Fargo Center fu superato dal Bank of America Corporate Center e ancora nel 2002 dal Hearst Tower, un altro edificio della Bank of America. È considerato il primo grattacielo postmoderno di Charlotte. È stato il più alto edificio di Charlotte dal 1988 al 1992.